# Stazione di Zambana
Stazione di Zambana vasútállomás Olaszországban, Trentino-Alto Adige régióban, Lavis településen.

## Vasútvonalak
Az állomást az alábbi vasútvonalak érintik:
- Trento–Malè–Marilleva-vasútvonal

## Kapcsolódó állomások
A vasútállomáshoz az alábbi állomások vannak a legközelebb: 
- Lavis FTM railway station (Stazione di Trento FTM, Trento–Malè–Marilleva-vasútvonal)
- Stazione di Nave San Felice (Mezzana railway station, Trento–Malè–Marilleva-vasútvonal)